# Islands ambassadører i Brasilien
Islands første ambassadør i Brasilien var Thor Thors i 1952. Islands nuværende ambassadør i Brasilien er Jón Baldvin Hannibalsson. Island har ikke nogen ambassade i Brasilien.

## Liste over ambassadører
| #  | Navn                           | Tid             | Slut på mission  |
| -- | ------------------------------ | --------------- | ---------------- |
| 1  | Thor Thors                     | 24 marts 1952   | 11 januar 1965   |
| 2  | Pétur Thorsteinsson            | 4 august 1965   | 1 oktober 1969   |
| 3  | Magnús V. Magnússon            | 1 oktober 1969  | 4 april 1971     |
| 4  | Guðmundur Ívarsson Guðmundsson | 1 august 1971   | 25 marts 1974    |
| 5  | Haraldur Kröyer                | 25 marts 1974   | 2 marts 1978     |
| 6  | Hans G. Andersen               | 2 marts 1978    | 8 december 1987  |
| 7  | Ingvi S. Ingvarsson            | 8 december 1987 | 24 marts 1992    |
| 8  | Tómas Á. Tómasson              | 24 marts 1992   | 21 marts 1995    |
| 9  | Einar Benediktsson             | 21 marts 1995   | 21 november 1997 |
| 10 | Jón Baldvin Hannibalsson       | 18 maj 1999     |                  |